# Шереметєв Микола Петрович

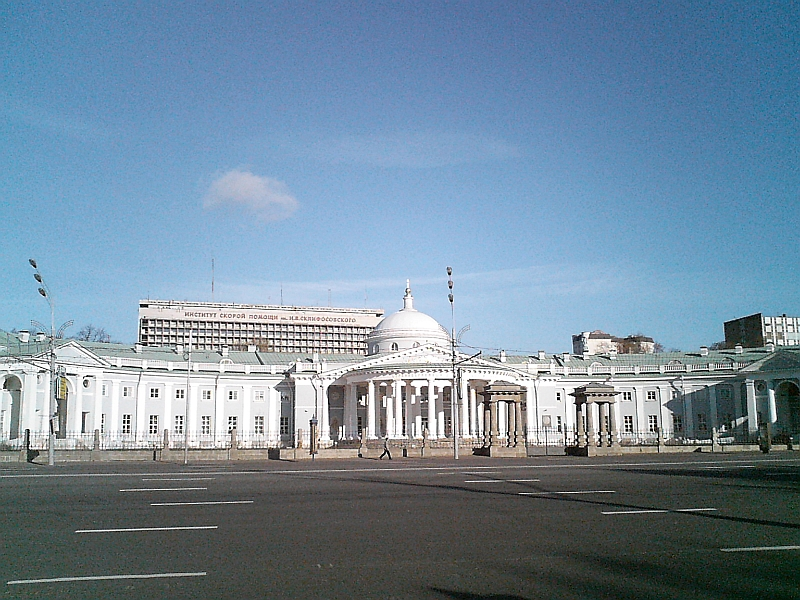
Прочанський дім у Москві, що його Микола Шереметєв побудував на пам'ять про свою дружину Парасковію. Нині тут міститься Інститут швидкої допомоги імени Скліфосовського.

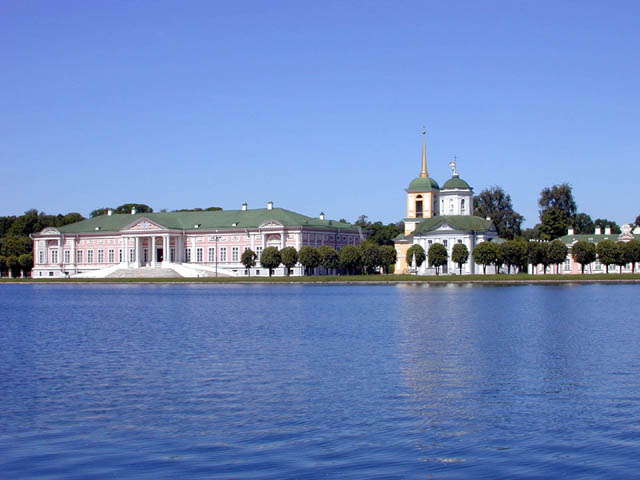
Кусково. Садиба Миколи Шереметєва.

Мико́ла Петро́вич Шереме́тєв (рос. Николай Петрович Шереметев; * 28 червня (9 липня) 1751, Російська імперія — † 2 (14) січня 1809, Петербург, Російська імперія) — російський офіцер, музикант і меценат. Граф з роду Шереметєвих, син Петра Борисовича (1713—1788) й Варвари Олексіївни (1714—1767, до шлюбу Черкаської). Обер-камергер, дійсний таємний радник, сенатор, директор Московського дворянського банку, власник села Іваново (нині місто Іваново).

## Біографія
Микола Шереметєв провів ранню юність при імператорському дворі. Його батько Петро Шереметєв був любитель театру й передав цю рису синові. У віці 13—14 років той виступав у приватних спектаклях свого батька, а потім — у великому придворному театрі. 1765 року зіграв роль бога Гіменея в міфологічному балеті «Акід і Галатея» — разом із своїм приятелем дитинства, майбутнім царем Павлом I.
Маючи особливу пристрасть до музики, Микола майстерно грав на віолончелі. З 1769 по 1773 він перебував за кордоном: слухав лекції в Лейденському університеті, подорожував по Англії, Голландії, Швейцарії, ознайомлювався з тамтешнім театральним життям. У Франції він захоплювався оперою й навчався гри на віолончелі в паризького музиканта Івара. За кордоном познайомився з Вольфґанґом Амадеєм Моцартом і Ґеорґом Фрідріхом Генделем.
На ті часи в Росії діяло близько 170 театрів, у тому числі 53 у Москві. Повернувшись до цього міста й діставши посаду директора Московського дворянського банку, Микола Шереметєв почав удосконалювати театр свого батька в Кускові: давав спеціальну освіту дітям-кріпакам, що мали стати артистами (російська література, чужоземні мови, музика, спів, танці, дикція, вишукані манери). Зауваживши незвичайний талант в однієї з учениць — Парасковії, він приділяв їй дедалі більшу уваги й готував дівчину до майбутньої театральної кар'єри.
Число артистів у Кусковському театрі доходило до дев'яноста п'яти. У 1792 році Шереметєв облаштував найбільший кріпацький театр того часу — в Останкіні. 28 червня 1794 графа нагороджено орденом святого Олександра Невського. Згодом він одержав також орден святого Станіслава.
Спершу невеликий, приватний театр графа Петра Шереметєва переріс у трупу, якій були до снаги «опери й алегоричні балети». З часу свого повернення з-за кордону Микола Шереметєв не тільки уважно стежив за всіма театральними подіями в Москві, але й регулярно залучав свою трупу до виступів у Великому театрі Росії, запрошував провідних артистів цього театру навчати акторів-кріпаків. На початку 1790 він вирішив перевести кріпацький театр з Кускова до Останкіна. 22 липня 1795 театр відкрився прем'єрою героїчної опери «Взяття Ізмаїла» (музика П. Потьомкіна, лібрето І. Козловського). З-посеред кріпацьких театрів тільки колектив графа Олександра Воронцова міг позмагатися з шереметєвським.
У 1796-му Шереметєв став сенатором, а в березні цього ж року переїхав до Санкт-Петербурга, на двір Катерини II. 6 листопада 1796 імператриця померла, й трон успадкував Павло I, який дав Шереметєву звання маршала. Крім того, Микола Шереметєв обіймав посаду директора Імператорського театру (1799), згодом став директором Пажеського корпусу. Мешкав у Санкт-Петербурзі, Павловську, Гатчині й менше був зайнятий у театрі.

## Останні роки життя
Через невиліковну хворобу (туберкульоз) Парасковії Жемчугової, його фактичної дружини, граф закрив театр в Останкіно і 6 листопада 1801 таємно одружився з нею, попередньо знайшовши в архіві документи, які мали б свідчити про її походження з польського шляхетського роду Ковальових. 3 лютого 1803 у них народився син — Дмитро. Шлюб оприлюднено тільки після смерти Жемчугової († 23 лютого 1803). Шереметєв звернувся з листом до царя й повідомив йому про одруження з жінкою, «походження якої було безперечно благородне», а також про народження сина Дмитра — спадкоємця.
Микола Шереметєв помер у 1809 році. У заповіті він розпорядився влаштувати скромний похорон, у простій домовині з дощок, а гроші, що були призначені на пишний похорон, роздати біднякам і передати монастирям. Похований у Петербурзі у родинній усипальниці графів Шереметєвих в Олександро-Невській лаврі.

## Благодійність
У Ростові Микола Шереметєв упродовж 1794—1802 років спорудив Дмитрівський собор Спасо-Яківського монастиря й матеріально допомагав йому. Також збудував церкву Богородиці в Новоспаському монастирі, що в Москві. За 1793-1803 роки збудував Прочанський дім у Москві і церкву Святої Трійці при ньому. Він також засновник Невської богадільні в Петербурзі.

## Почесті
- На честь Миколи Шереметєва Дмитрівський собор Спасо-Яківського монастиря в Ростові нерідко називають Шереметєвським
- На честь Миколи Шереметєва названо вулицю в Москви — Шереметьєвська